# Jüdische Trauerhalle (Mikulov)

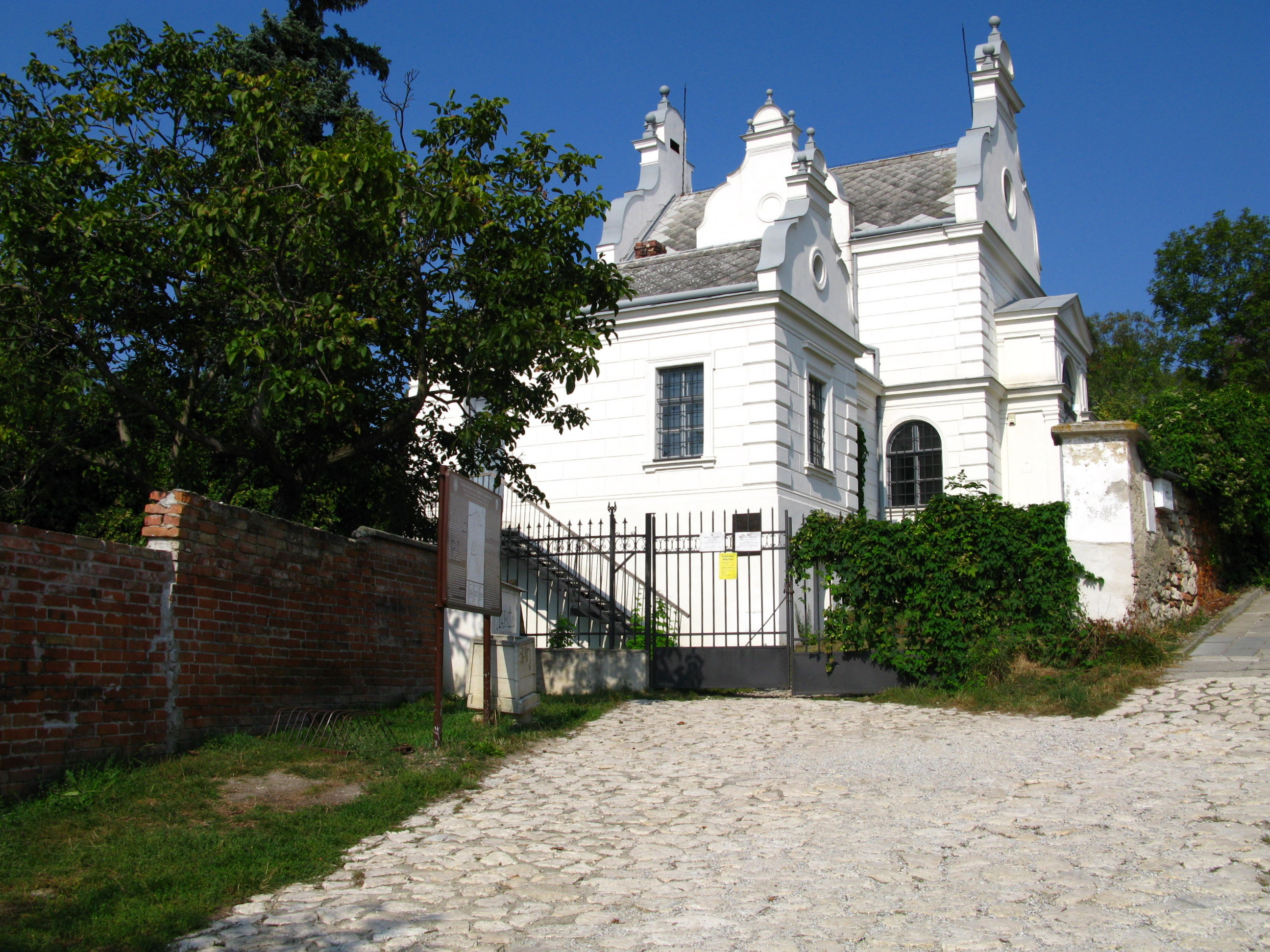
Trauerhalle auf dem jüdischen Friedhof in Mikulov

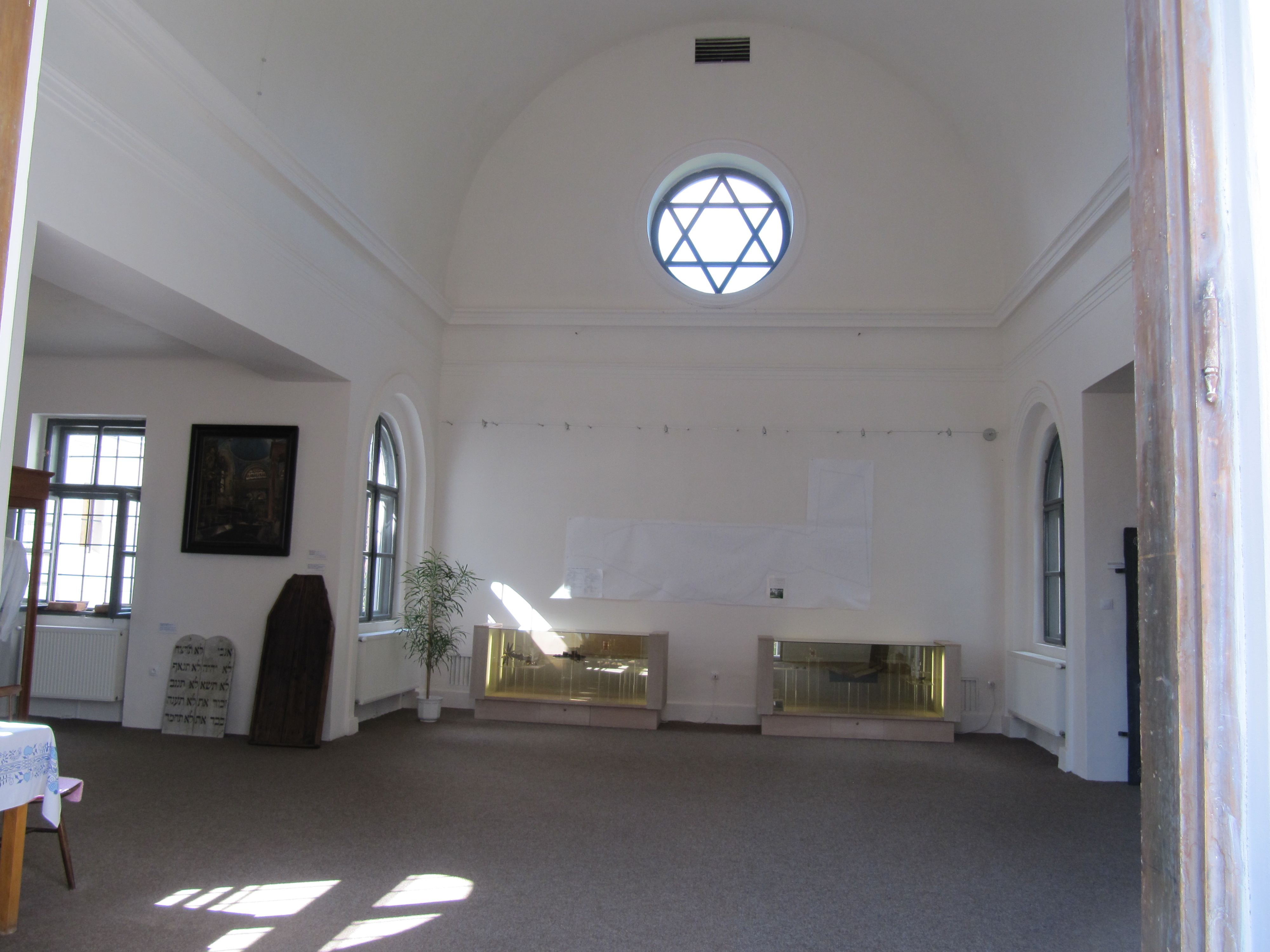
Innenansicht

Die Jüdische Trauerhalle in Mikulov (deutsch Nikolsburg), einer südmährischen Stadt in Tschechien, wurde im ausgehenden 19. Jahrhundert am westlichen Fuße des Kozí vrch (Gaisberg) errichtet. Die Trauerhalle ist als Teil des Jüdischen Friedhofs in Mikulov seit 1988 ein geschütztes Kulturdenkmal.
Die höheren Ansprüche, die man im Laufe der Zeit an das Ritual des Abschiedes von den Verstorbenen stellte, führten die jüdische Gemeinde im Jahr 1898 zur Errichtung einer großen Trauerhalle. Sie wurde nach Plänen des Architekten Max Fleischer (1841–1905) im eklektischen Baustil errichtet.
In den Jahren 2000 bis 2006 wurde eine umfangreiche Renovierung des Gebäudes durchgeführt.
An der Fassade der Trauerhalle wurde im Mai 2009 eine Gedenktafel für Judah Löw (um 1525–1609) enthüllt, der in den Jahren 1553 bis 1573 in Mikulov als Landesrabbiner von Mähren wirkte.